# Exetastes tibialis
Exetastes tibialis là một loài tò vò trong họ Ichneumonidae.